# 龙陵清风藤
龙陵清风藤（学名：Sabia campanulata sp. metcalfiana）为清风藤科清风藤属下的一个亚种。

## 扩展阅读
- 維基物種上的相關：龙陵清风藤